# Остиковичи
О́стиковичи или О́стики — шляхетский род герба «Трубы» в Великом княжестве Литовском. В XV—XVI веках представители рода занимали высокие государственные должности. Род произошел от Остика, сына литовского боярина Сирпутия. Ветвью Остиковичей был княжеский род Радзивилл — влиятельного семейства в истории Великого княжества Литовского, которое произошло от старшего сына Остика — Радзивилла. Согласно родовой легенде, ветвью Остиковичей также был род Нарбутов.

## Происхождение
О происхождении Остиковичей существует несколько версий, сопряжённых с легендами того времени. Легендарная генеалогия выводила происхождение Радзивиллов из высшего жреческого сословия языческой Литвы и его родоначальником был жрец Лиздейка. У него был сын Сирпутис, который женился на княжне ярославской, у них был сын Войшунд, крестившийся под именем Христиан, подписывавший, вместе с отцом Виленско-Радомскую унию.
Генеалоги XVI—XVII веков пытались связать происхождение Остиковичей с древней литовской княжеской династией Палемоновичей, считая их предком князя Эрдивила, а то и к князю Наримунту, который оказывался отцом Лидзейки.
Большинство современных исследователей считает, что родоначальником Остиковичей был литовский боярин Сирпутий, живший в 1385 году, чей сын Остик крестился под именем Кристин.

## Представители рода
- Остик (в крещении Кристин; ум. 1442 или 1443) — происходил из богатого литовского боярского рода, чьи владения находились около Вильни. С 1418 года занимал должность каштеляна виленского. На протяжении многих лет был одним из наиболее влиятельных магнатов в Великом княжестве Литовском, поддерживал великого князя Витовта в его стремлении добиться независимости от Королевства Польского[1].

- Радзивилл Остикович (ум. 1477) — сын Остика, маршалок господарский с 1440 года, воевода трокский с 1466 года, каштелян виленский с 1475 года. Основатель рода Радзивиллов.
- Станислав (Станько) Остикович — сын Остика. От него пошёл дальнейший род Остиковичей.

- Григорий Остикович (ум. 1519) — сын Станислава, маршалок господарский в 1492—1494 годах, маршалок надворный с 1494 года по 1510, воевода трокский с 1510 года. В битве на Ведроше попал в плен, из которого вернулся в 1509 году.

- Юрий Остикович (ум. 1546 или 1547) — сын Григория. Державца аникштынский, дорсунский. Маршалок господарский в 1546 году.

- Юрий Остикович (ум. 1579) — сын Юрия. Староста браславский с 1558 года, державца упитский в первой половине 1560-х годов, воевода мстиславский в 1566—1578 годах, воевода смоленский с 1578 года. Кальвинист, участник Ливонской войны. После смерти Сигизмунда Августа выступал за избрание на его место царевича Фёдора Ивановича. Подписал элекцию Генриха Валуа, после бегства которого во Францию выступал против избрания королём и великим князем царя Ивана IV.
- Григорий Остикович (ок. 1535—18 июня 1580) — сын Юрия. Королевский дворянин с 1569 года. Кальвинист. В 1572 году выступал за избрание королём и великим князем царевича Фёдора Ивановича, в 1575 году выступил сторонником избрания царя Ивана IV, которому предлагал поддержку за города Ковель и Бельск, а также должность «гетмана дворного». В 1580 году обвинён в участии в заговоре против короля и великого князя Стефана Батория. Был женат на Ядвиге, дочери витебского воеводы Юрия Войтеховича Насиловского.

- Ян Остикович — сын Григория. Судья земский виленский в 1600—1609 годах. После его смерти род Остиковичей пресёкся.

- Станислав Остикович (ум. 1519) — сын Григория. Староста пенянский и ушпольский, крайчий литовский в 1517—1519 годах, воевода полоцкий в 1519 году.
- Григорий Остикович (ум. 1557) — сын Григория. Крайчий литовский с 1519 по 1542 годы, староста ковенский в 1539 году, упитский в 1546 году, воевода новогрудский с 1542 года, каштелян виленский с 1544 года. Находился в оппозиции по отношению к роду Раздивиллов.